# Benafsha Yaqoobi
Benafsha Yaqoobi (também conhecida como Benafsha Yaqubi) é uma activista afegã dos direitos dos deficientes. Ela foi nomeada uma das 100 mulheres da BBC em 2021.

## Carreira
Benafsha Yaqoobi nasceu cega no Afeganistão e tornou-se activista dos direitos dos deficientes. Ela estudou literatura persa no Irão e depois fez dois mestrados em Cabul, antes de trabalhar na Procuradoria-Geral. Com o seu marido Mahdi Salami, que também é cego, ela fundou a Organização Rahyab para ajudar e educar pessoas cegas.
De 2019 em diante, Yaqoobi foi comissária da Comissão Independente de Direitos Humanos do Afeganistão (AIHRC) até fugir do Afeganistão com o marido em 2021, depois de os Talibã remotarem o poder. Na sua terceira tentativa de sair, eles chegaram ao aeroporto de Cabul e viajaram para o Reino Unido.
Em 2020 Yaqoobi foi candidata ao Comité dos Direitos das Pessoas com Deficiência. Ela foi nomeada uma das 100 mulheres da BBC em 2021.